# Дуга војна
Дуга војна је назив за прву, успешну фазу Варнинског крсташког рата у којој су крсташи, предвођени угарским краљем Владиславом, чувеним војником Јаношем Хуњадијем и српским деспотом Ђурађом Бранковићем, 1443. и почетком 1444. године продрли дубоко у турску територију, освојивши Ниш, Софију и готово целу Српску деспотовину. Напредовање је зауставила зима, а поход је настављен априла 1444. године и завршен катастрофалним поразом хришћана код Варне (10. новембра 1444. године).

## Први пад Смедерева
Велика турска војска предвођена самим султаном Муратом кренула је крајем априла 1439. године на Србију. Убрзо су освојили готово целу Српску деспотовину. Одржали су се само Смедерево и Ново Брдо. Смедерево су храбро бранили син деспота Ђурђа Бранковића, Гргур и Тома Кантакузин све до 18. августа 1439. године.  Деспот Ђурађ прелази у Угарску и тражи помоћ од краља Алберта који није могао да му пружи помоћ јер је и сам имао проблема са незадовољном властелом у својој земљи. Ново Брдо одржало се до 1441. године када је коначно освојено после двогодишње опсаде.

## Окупљање присталица
Краљ Алберт умире 27. октобра 1439. године, а Угарска упада у још већу кризу и била је потпуно искључена из сваког рачуна за војничке подвиге већег стила. Деспот Ђурађ је као кандидата за угарски престо предлагао свога сина Лазара, али га је краљица Елизабета Луксембуршка одлучно одбила из верских разлога. Избор коначно паде на Владислава III (у то време је имао непуних петнаест година). У Угарској настају дуге препирке између присталица Владислава и краљичиног сина Ладислава Посмрче.
За то време Мурат други опседа Београд који је храбро издржао шестомесечну опсаду и одбио непријатеља. Увидевши да у Угарској неће добити помоћ, Ђурађ Бранковић у мају 1440. године прелази у млетачку област, а одатле у Зету, задржавајући се на путу у Дубровнику и Шибенику. Дубровачка република је знала да ће деспотов долазак бити рђаво примљен на Порти, али је ипак отворила врата свог града обескућеном старом пријатељу. Тај часни пример гостољубља постао је једна од најпоноснијих страница њихове историје и њихови доцнији писци, са Гундулићем на челу, с правом су славили тај поступак својих предака. Турци шаљу посланство у Дубровник да протестује. Видевши каквој опасности излаже град, деспот Ђурађ сам напусти град 25. јула. Поново се упутио у Угарску.

## Прве акције Јаноша Хуњадија
Раздраженост Турака против деспота била је у ово време веома велика. Султан се, изгледа, није надао да ће стари деспот показати толико непопустљивости. Зато је наредио да се оба његова сина окују и ослепе (8. маја 1441). Исте године пало је Ново Брдо (27. јуна). Тиме је цела Србија била освојена. Стање у Угарској се стабилизује, па краљ Владислав долази на мисао да против Турака треба предузети енергичније мере. Заједничка мржња према Турцима приближила га је са српским деспотом. Најјачи краљев ослонац у борби са муслиманима био је Јанош Хуњади (Сибињанин Јанко), чувени угарски војсковођа који ће седам година касније и сам покренути крсташки поход против Османлија. Краљ Владислав поставио је Јаноша Хуњадија за заповедника јужне границе са седиштем у Београду. Чим је дошао на своју нову дужност, Јанош је постао активан и у јесен 1441. године извршио један продор дубоко у Србију. Том приликом потукао је војску намесника Иса-бега. Да би могли пратити кретање Мађара око Београда, Турци 1442. године подижу на Авали град са кога су имали широк поглед целе области, све до Дунава.

## Припреме за поход
Од 1442. године почеше се све чешће и са више страна дизати гласови да је потребно организовати једну велику хришћанску лигу против Турака. Нарочито су били активни јовановци са Рода, угрожени од муслимана из Египта. Јовановци, Дубровачка република, деспот Ђурађ и Византија називају у помоћ папу и западне силе молећи их да не допусте пропаст хришћанства. У Цариграду, у пролеће 1442. године избија грађански рат, па се држава налазила у веома тешкој ситуацији и без напада Турака. Папа је сматрао да треба помоћи пријатељима који су му недавно признали врховну духовну власт. У томе му је велику помоћ пружио кардинал Јулијан Цезарини који је својим говорима успео да распламти ратнички дух и утиша све противнике похода у Угарској. Позивао је све европске хришћанске земље на велики хришћански поход, сличан онима који су се водили два века раније. Папа Евгеније је обећао опроштај свих грехова крсташима који дају допринос у рату против Турака (28. јула 1442).

## Борбе у Влашкој
Папа и Цезарини постигли су потпуни успех. Томе је допринела и акција Турака. Једна њихова војска продире преко Влашке у Ердељ, али ју је Хуњади у марту 1442. године пресрео и сасвим разбио. Другу победу однео је Хуњади у септембру на Јалосиници у Влашкој, победивши самог румелијског беглербега Шехабедила који је предводио војску од 80.000 људи. Те победе силно дигоше дух код крсташа. Хуњади постаде прослављени витез и нада хришћанства.
Сам султан, изненађен првим поразом и заузет борбом с Караманидима, пожури да склопи мир. Већ у јулу се султанов посланик налазио у Будиму, али није постигао успеха. Утицај Цезаринија, Јаноша Хуњадија и новчана подршка деспота Ђурђа претегоше. Они су желели наставак рата сматрајући султанову понуду као знак слабости.

## Почетак велике офанзиве
Након турске победе у Влашкој, папа је о Новој 1443. години упутио нову булу, саопштавајући да ће за победу хришћанства жртвовати петину својих прихода. Крајем фебруара 1443. године угарски сабор у Будиму донесе одлуку да се предузме велика офанзива коју ће предводити сам краљ. Маја месеца стигоше гласови о турским поразима у Малој Азији и о султановој смрти на неком острву. Ствари осетно кренуше набоље за крсташе. Јанош Хуњади је веровао да ће Турци, када сазнају да на њих иде војска од 30.000 коњаника, напустити Европу и без борби.
Крајем јуна 1443. године прва крсташка војска креће на југ, а сам краљ кренуо је на југ у септембру праћен деспотом Ђурђем и Хуњадијем. За деспота се прича да није жалио средства само да би скупио што бољу војску. Број ратника ценио се на 25.000 коњаника и стрелаца. Хришћанима се придружио и влашки војвода Влад Дракула који се одметнуо од султана.

## Напредовање хришћана
Крајем септембра и почетком октобра хришћанска војска прелази Дунав и ставља се под вођство искусног деспота. Њему се прикључило још 8.000 српских бораца и сребрначки војвода Петар Ковачевић са 600 коњаника. Напредовање је ишло веома брзо. Хришћанска авангарда од 12.000 коњаника коју је водио Хуњади поразила је 3. новембра Турке у бици код Ниша. Овај пораз силно је збунио Турке и на бојном пољу и у залеђини. Након пораза Турци дуго нису били способни за већи отпор. Почетком децембра Софија пада у хришћанске руке, а продор се наставља и даље. Међутим, пред добро утврђеним кланцима Средње горе морало се стати јер су Турци код Златице спремали снажан отпор.

## Повлачење крсташа
Због зиме која је настала, незгодног снабдевања и отпора Турака код Трајанових врата, хришћани су прекинули даљу офанзиву и започели повлачење. Турци су настојали да им нанесу што више удараца, али су код Куновице поново претрпели тежак пораз. Пораз код Куновице био је нарочито осетан, а Турци су га приписивали издаји тесалског заповедника Турхан-паше који је био на вези са деспотом.
Деспот се залагао за наставак офанзиве. Он је предлагао да хришћанска војска презими у Србији и у пролеће настави поход. Сам се обавезао на снабдевање војске, а нудио је и 100.000 дуката новчане потпоре. Али Мађари, изморени и истрошени, хтели су одморити и никако нису пристајали на то. Крајем јануара 1444. године цела војска, с краљем и деспотом, скупила се у Београду и око њега и одмах прелазила даље у Угарску.

## Последице
Хришћанска победа изазвала је многе наде балканских народа. Неки од њих дигоше се на оружје. Новобрђани дигоше устанак али беше брзо савладани. Нешто више успеха постиже Скендер-бег. У њему, рано потурченом, било се већ раније пробудило старо верско, а донекле и народно осећање. Он напушта Турке и повлачи се у албанске планине. Устанци избијају и у Грчкој где је брат византијског цара, деспот Константин Драгаш, започео ослобођење Пелопонеза. У исто време избија и устанак у Тесалији.
У априлу 1444. године донесено је на Будимском сабору решење да се настави борба против Турака. Заплашен од новог похода, Султан пожури да са Ђурађом склопи мир. Сегединским миром обновљена је Српска деспотовина на чије чело поново долази Ђурађ Бранковић. Мир је склопљен на десет година. Нови поход на Турке завршен је катастрофалним поразом хришћана у бици код Варне (10. новембра 1444. године).